# OneShot
OneShot — сюрреалистическая приключенческая игра — головоломка, разработанная Future Cat LLC. Основанная на бесплатной версии 2014 года, она была выпущена в Steam 8 декабря 2016 года. Также игра была выпущена для Nintendo Switch, PlayStation 4, и Xbox One 22 сентября 2022 под названием OneShot: World Machine Edition. Игра основана вокруг концепции метаповествования, что описывается разработчиками как «Мир знает о вашем существовании». Это влияет на сюжет игры, где протагонист Нико и Игрок изображены как отдельные персонажи, которые регулярно взаимодействуют между собой.

## Геймплей
Игра представляет собой квест. Игрок, управляя кошкоподобным персонажем по имени Нико, должен находить различные предметы, комбинировать их и использовать на окружении для продвижения по сюжету. Игра выполнена в пиксельной 2D-стилистике с видом сверху.

## Сюжет
Игра начинается с пробуждения главного героя, Нико, в тёмном и незнакомом мире. Он использует находящийся в комнате компьютер, который обращается напрямую к игроку через диалоговое окно за пределами игрового окна, используя имя его компьютера. Затем Нико находит солнце этого мира, принявшее форму лампочки. Выходя из здания, протагонист видит огромную башню, чья вершина скрывается далеко в небе.
Продолжая своё путешествие, Нико находит Робота-Пророка, который объясняет, что появление протагониста было предсказано и что он является Мессией, чья миссия — вернуть солнце этому миру, а сделать это можно как раз в той башне, что видел Нико. Также Пророк рассказывает Нико, что он не одинок. В его путешествии ему будет помогать Бог, чью роль играет игрок. Нико и Игрок связываются друг с другом через диалоговое окно.
Игроку предстоит провести Нико через три основных локации: Пустошь (в оригинале Barrens), Долину (Glen) и Убежище (Refuge). В каждой из локаций герой встречает различных персонажей, с которыми необходимо взаимодействовать для продвижения в следующую локацию. По достижении Башни у игрока появляется выбор: вернуть солнце и спасти этот мир, но при этом Нико никогда не попадёт домой, или же разбить лампочку, обрекая мир на страдания и медленную гибель, но позволив Нико вернуться к семье.

### Solstice
27 марта 2017 года вышло обновление, получившее название Solstice (Солнцестояние). Обновление существенно расширяет сюжет игры и добавляет новую концовку, которая раскрывает все тайны и историю мира игры, а также позволяет спасти и Нико и Мир. В этой концовке объясняется, что на самом деле мир, в котором живут все герои, кроме Нико и Игрока, это всего лишь симуляция мира, созданная Автором (The Author), управляемая Мировой Машиной (World Machine) и запущенная на компьютере Игрока.

## Разработка и выпуск
Игра изначально была разработана как бесплатный проект за месяц на движке RPG Maker 2003 и выпущена 30 июня 2014 года разработчиками Eliza Velasquez и Nightmargin (Casey Gu). Она разрабатывалась для конкурса Indie Game Maker Contest 2014, но не получила наград. Разработчики изначально считали свою версию игры окончательной, однако впоследствии компания Degica Games предложила издать коммерческую версию, что позволило разработчикам продолжить работу и реализовать изначально задуманные идеи.
Версия OneShot 2016 года была разработана в RPG Maker XP. Разработчик Michael Shirt работал над ней вместе с Velasquez и Nightmargin, все трое составляют инди-студию Future Cat (ранее Little Cat Feet). Продюсером игры выступил Mark Conforti. В интервью PC Gamer Velasquez заявил, что элементы разрушения четвёртой стены в OneShot были вдохновлены персонажем Psycho Mantis из Metal Gear Solid, известным своими телепатическими способностями и умением считывать данные с карты памяти игрока. В интервью IGN Brasil Velasquez и Nightmargin в числе первоначальных источников вдохновения, помимо Metal Gear Solid, также назвали Irisu Syndrome, Imscared и Eternal Darkness: Sanity’s Requiem. Они отметили, что идея игры, в которой игрок общается со своим персонажем, возникла около 2011 года.
После показа игры на Game Developers Conference в марте 2016 года финальная версия OneShot была выпущена в Steam 8 декабря. 27 марта 2017 года было выпущено обновление Solstice, добавляющее новую концовку. Игра была показана на IndieCade в октябре 2017 года. Версия игры для macOS была выпущена 31 мая 2018 года. Версия для Linux была выпущена 24 апреля 2019 года. Обе версии для Linux и Windows позже были выпущены на Itch.io 12 марта 2020 года.

## Отзывы
Игра получила в основном положительные отзывы. На сайте Metacritic игра имеет 84 балла. Критики оценили отличный сюжет и умелое использование метаповествования. Rock, Paper, Shotgun назвали игру «Полностью очаровательной, восхитительно написанной и чрезвычайно умной», а Hardcore Gamer назвало игру «Незабываемым приключением».
В 2017 году OneShot был номинирован в категории «Игра года для ПК» на премии Golden Joystick Awards и получил номинацию на IndieCade.
Летом 2018 года, благодаря уязвимости в защите Steam Web API, стало известно, что точное количество пользователей сервиса Steam, которые играли в игру хотя бы один раз, составляет 176 242 человека.